# 영암군의 농어촌버스

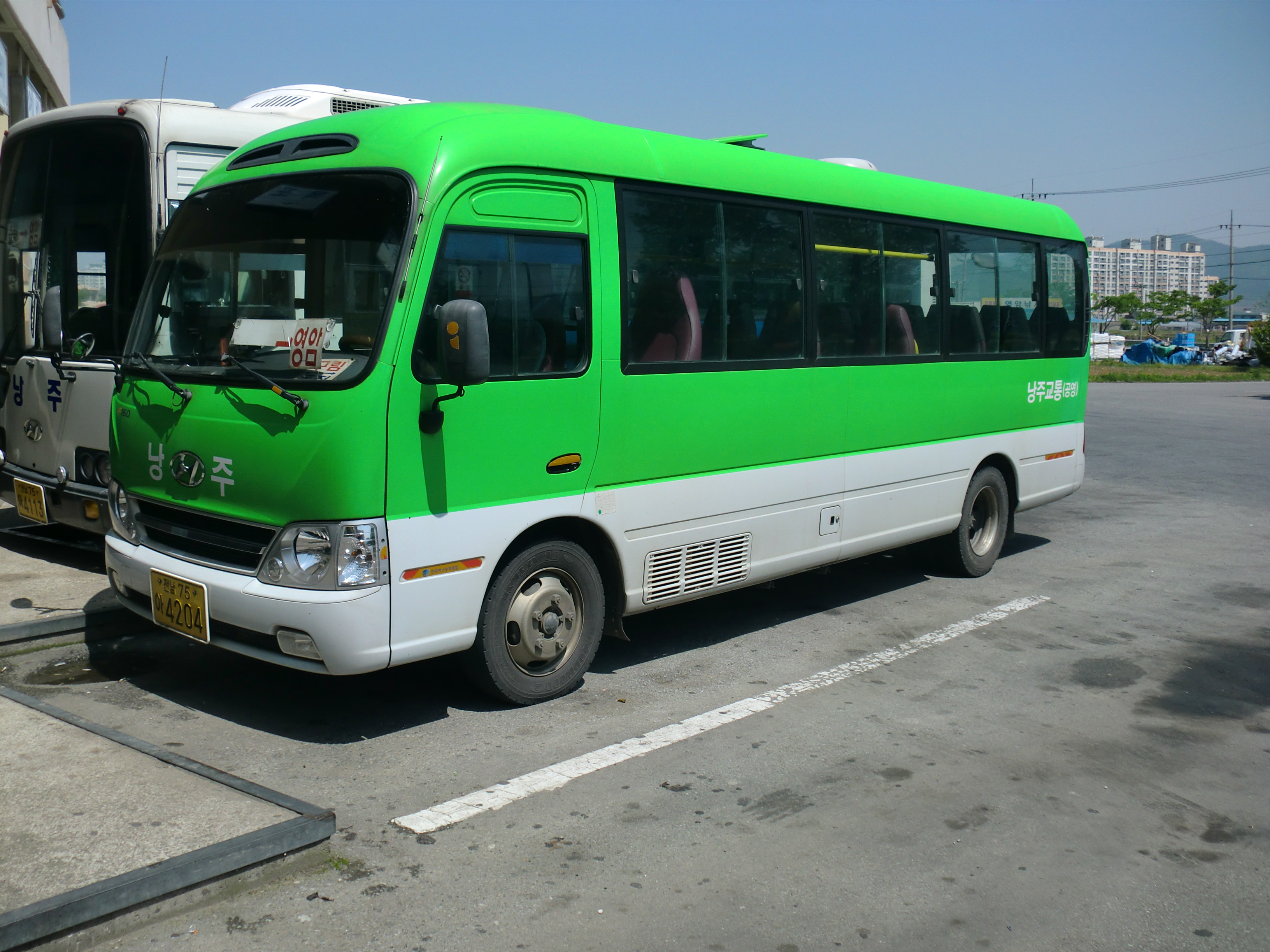
낭주교통에서 운행하고 있는 농어촌 버스로, 차종은 현대 카운티이다.
(2014년 5월)

영암군의 농어촌버스는 전라남도 영암군을 중심으로 운행하는 버스를 이용한 대중교통 수단으로, 운수업체로는 낭주교통과 영암교통이 운행하고 있다.

## 운임
2024년 9월 1일부터 버스 요금 전면 무료화를 시행한다.
아래 운임은 2017년 1월 1일 기준이다.
| 종류 | 나이                    | 현금 (원) | 카드 (원) |
| ---- | ----------------------- | --------- | --------- |
| 일반 | 어른 (만 19세 이상)     | 1000      | 1000      |
| 일반 | 청소년 (만 13세 ~ 18세) | 500       | 500       |
| 일반 | 어린이 (만 7세 ~ 12세)  | 500       | 500       |

본래 영암군 농어촌버스 기본 요금은 성인 1200원, 청소년 950원, 어린이 600원이고 교통카드를 이용할 경우 50원 할인, 10km 까지는 기본 요금을 받고 10km 초과 구간에 대해서 1km 당 116.14원씩 추가요금을 부과하는 방식이었다. 그러다 민선 6기 영암군수인 전동평 군수의 공약으로 '농어촌버스 1000원 단일요금제' 도입을 추진하게 되었다. 이에 따라 2016년 11월 8일 영암군과 영암군 농어촌버스 운수회사인 영암교통, 낭주교통이 1000원 단일요금제 시행 협약을 체결했고, 2017년 1월 1일부터 본격적으로 단일요금제를 시행하게 되었다. 이로 인해 영암 ~ 목포 농어촌버스 기준으로 기존 4400원이었던 요금이 1000원으로 크게 낮춰졌다.

## 운수 업체
2015년 11월 기준이다.
농어촌버스
| 운행업체 | 등록대수 |
| -------- | -------- |
| 낭주교통 | 17       |
| 영암교통 | 11       |
| 합계     | 28       |

마을버스
| 운행업체     | 등록대수 |
| ------------ | -------- |
| 용당마을버스 | 1        |
| 합계         | 1        |

## 영암군 차적의 버스 노선

### 농어촌버스
| 기·종점   | 행선지 |
| --------- | --- |
| 영암 기점 | 목포, 독천, 문수포, 매월, 태백, 나주, 신흥, 시종, 금정, 움암, 동구림, 농덕, 장사리, 천황사, 도갑사, 금정, 중산, 우도, 용당 |
| 독천 기점 | 용당, 삼호 |
| 시종 기점 | 신학, 구산, 봉소 |